# Антична драма
Антична драма — давньогрецька драма, зародилася не раніше VI ст. до н. е. Розвинулася з ритуального дійства (драма — слово грецьке і означає дійство) на честь бога Діоніса. Воно зазвичай супроводжувалося хороводами, танцями і піснями (дифірамбами). Змістом цих пісень було оповідь про пригоди Діоніса. Виконавці їх танцями і мімікою відтворювали це сказання. Потім із середовища хору виділився провідний, якому відповідав хор. Роль його часто виконувалася професіоналами-акторами (танцюристами і т. д., зазвичай вони звеселяли натовп на збіговиськах). Деякі дослідники вважають, що в глибокій старовині про страждання бога Діоніса розповідав жрець, приносячи при цьому на вівтар в жертву козла («козел» по-грецьки — tragos, звідси — трагедія).

## Походження драми
Витоки античної драми тісно пов’язані із суспільно-історичними процесами, які переживала антична цивілізація у VI—V ст. до н.е., а саме з розквітом рабовласницької формації і утвердженням в ній особистості. Антична драма з’явилась на стику епосу і лірики, вона органічно поєднала у собі загострену чуттєвість, прагнення до самовиразності, яскраве емоційне начало, що символізує лірика, і наявність життєвого матеріалу, об’єктивних обставин, які становлять основу епічних творів.

## Жанри античної драми
- Траге́дія (грец. tragoedia, буквально: козлина пісня) — твір, який ґрунтується на гострому, непримиренному конфлікті особистості, що прагне максимально втілити свій творчий потенціал, з об'єктивною неможливістю його реалізації
- Давньогрецька комедія (грец. Αρχαία Ελληνική κωμωδία) — давньогрецький драматичний жанр, за допомогою якого у гостро-сатиричній, дотепній формі висміювалися людські вади.
- Комедія інтриги — різновид комедії, що вирізняється напруженим розгортанням сюжетної дії внаслідок свідомих вчинків головного героя або героя та його антагоністів. Заплутані конфліктні лінії розплутуються лише в ефектній і несподіваній кінцівці.
- Драма сатирів (лат. fabula satyrica) — жанр давньогрецького театру, що займав проміжне місце між трагедією й комедією. За античних часів драму сатирів іменували також «жартівливою трагедією».
- Аттична комедія — давньогрецький драматичний жанр, за допомогою якого в гостросатиричній, дотепній формі висміювалися людські пороки. Назву отримав від Аттики, осереддям якої були Афіни.
- Протекстата — трагедії на римські сюжети.
- Паліата або «комедія плаща» (лат. «fabula paliata», лат. «pallium» — «плащ») — жанр римської комедії, де актори виступали у грецьких плащах (костюмах).
- Тога́та («fabula togata», від «toga» — римський верхній одяг) — національна давньоримська комедія. Свою назву вона отримала від одягу дійових осіб — тоги. Цей тип комедії став популярним у середині II ст. до н. е. і був ближчим до Риму, ніж паліата, яка наближалась до грецьких першоджерел.
- Ателла́на (від лат. fabula atellana — фарси з Ателли) ― давньоримська фольклорна драма з постійними масками. Походить від міста Ателли, що біля Неаполя. Ателлу ставили після трагедії, щоб зняти у глядачів стрес і розвеселити їх.

## Збережені античні драми

### Евріпід
- «Алкеста»
- «Медея»
- «Діти Геракла»
- «Гіпполіт»
- «Андромаха»
- «Гекаба »
- «Благальниці»
- «Електра»
- «Геракл»
- «Троянки»
- «Іфігенія в Тавриді»
- «Іон»
- «Єлена»
- «Фінікіянки»
- «Циклоп» (сатирична драма)
- «Орест»
- «Вакханки»
- «Іфігенія в Авліді»

### Менандр
- «Відлюдник», або «Мізантроп»
- «Відрізана коса»
- «Саміянка»
- «Полюбовиний суд»
- «Щит»
- «Хлібороб»
- «Герой»
- «Відзначена божеством»
- «Кіфаред»
- «Облесник»
- «Перінфиянка»
- «Примара»
- «Ненависник»
- «Сіконець»

### Софокл
- «Філоктет»
- «Едіп у Колоні»
- «Антігона»
- «Цар Едіп»
- «Аякс»
- «Трахінянки»
- «Електра»

### Есхіл
- «Перси»
- «Прометей прикутий»
- «Семеро проти Фів»
- «Благальниці»
- Трилогія«Орестея» складається з таких частин:
  - «Агамемнон»
  - «Жертва біля гробу»
  - «Евменіди»

### Сенека
- «Агамемнон»
- «Божевільний Геркулес»
- «Троянки»
- «Медея»
- «Федра»
- «Тієст»
- «Фінікіянки»
- «Едіп»
- «Геркулес на Езі»

### Теренцій
- «Дівчина з острова Андроса» або «Андріянка»
- «Самоучитель»
- «Свекруха»
- «Караються самі себе»
- «Євнух»
- «Форміон»
- «Брати»

### Тит Макцій Плавт
- «Амфітріон»
- «Скарб»
- «Куркуліон»
- «Менехми» («Близнята»)
- «Хвальковитий воїн»
- «Псевдол»

### Гней Невій
- «Троянський кінь»
- «Даная»
- «Виховання Ромула»